# Tōdōza

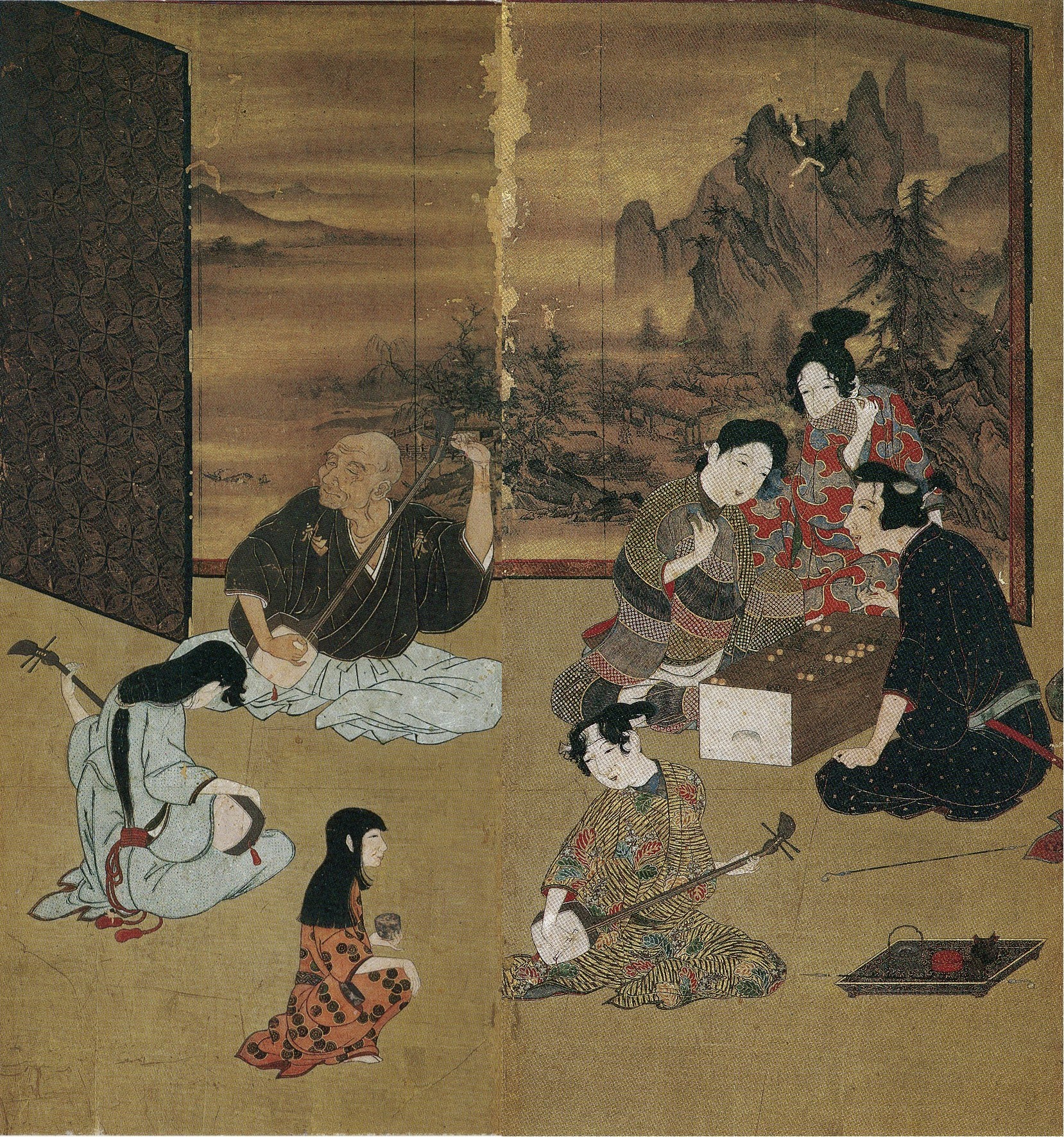
Paravent de Hikone

La tōdōza (当道座) est une guilde japonaise pour aveugles établie au XIVe siècle par le biwa hōshi Akashi Kakuichi (明石覚一). Ses membres accomplissent un certain nombre de tâches en tant que musiciens ambulants, masseurs et acupuncteurs. La guilde est patronnée par les shoguns des époques de Muromachi et d'Edo et reste active jusqu'à la restauration de Meiji avant d'être finalement dissoute en 1871.
L'organisation est structurée hiérarchiquement. Les premiers rangs, appelés mōkan (盲官, officiers aveugles), sont kengyō (検校) (les plus élevés), puis les bettō (別当), les kōtō (勾当) et les zatō (座頭) ; ceux-ci sont subdivisés en un total de 73 catégories distinctes. Le nombre total de membres tourne généralement autour de 3 000 ; on ne sait pas quelle est la proportion de la population totale aveugle que cela représente.
La tōdōza n'accepte que les membres masculins ; une organisation distincte, la gozeza (瞽女座), existe pour les femmes aveugles. Il y a en plus une autre guilde, la mōsōza (盲僧座), similaire à la tōdōza mais active essentiellement dans les régions de l'ouest du Japon.

## Source de la traduction
- (en) Cet article est partiellement ou en totalité issu de l’article de Wikipédia en anglais intitulé « Tōdōza » (voir la liste des auteurs).